# 이현직
이현직(李賢稙, 1932년 9월 5일 ~ 2007년 9월 13일)은 대한민국의 정치인이다.
본관은 한산이며, 경기도 가평군 가평면 이화리 출신이다. 가평초등학교, 가평중학교, 춘천농업고등학교, 강원대학교 축산학과 졸업하였다.
경기도청 지방공무원으로 근무하며, 관선 가평군수, 의정부시 부시장, 수원시 장안구청장 등을 지냈다. 1995년 지방선거에서 무소속으로 가평군수로  당선되었고, 1998년 제2회 지방선거에서 새정치국민회의 후보로 가평군수 선거에 출마하여 당선되었다. 2002년 제3회 지방선거에서 무소속 후보로 경기도 가평군수 선거에 출마하였으나 무소속 양재수 후보에 밀려 낙선하였다.

## 경력
- 2002.05 새천년민주당 탈당

## 역대 선거 결과
|  | 58.08% |

|  | 37.81% |

|  | 11.80% |